# Championnat d'Australie de football 1982
Navigation
Saison précédente Saison suivante
La saison 1982 du Championnat d'Australie de football est la sixième édition du championnat de première division en Australie. 
La NSL (National Soccer League) regroupe seize clubs du pays au sein d'une poule unique, où ils s'affrontent deux fois au cours de la saison, à domicile et à l'extérieur. Il n'y a ni promotion, ni relégation en fin de saison.
C'est le club de Sydney City Soccer Club, double tenant du titre, qui remporte à nouveau la compétition après avoir terminé en tête du classement final, avec neuf points d'avance sur le club promu, Saint-George Saints FC et dix sur Wollongong City FC. C'est le quatrième titre de champion d'Australie de l'histoire du club.

## Les clubs participants
| - Sydney City Soccer Club - Marconi Fairfield - Heidelberg United - Adelaide City FC - APIA Leichhardt Tigers FC - Sydney Olympic FC - West Adelaide SC - Wollongong City FC | - Footscray JUST - Brisbane Lions SC - Brisbane City FC - South Melbourne FC - Saint-George Saints FC - Promu de Premier Division - Canberra City FC - Newcastle KB United - Preston Lions SC |

## Compétition

### Classement
Le barème utilisé pour établir le classement est le suivant :
- Victoire : 2 points
- Match nul : 1 point
- Défaite : 0 point

| Rang | Équipe                     | Pts | J  | G  | N  | P  | Bp | Bc | Diff |
| ---- | -------------------------- | --- | -- | -- | -- | -- | -- | -- | ---- |
| 1    | Sydney City Soccer ClubT   | 45  | 30 | 20 | 5  | 5  | 68 | 28 | +40  |
| 2    | St George Saints FCP       | 36  | 30 | 14 | 8  | 8  | 47 | 40 | +7   |
| 3    | Wollongong City FC         | 35  | 30 | 16 | 3  | 11 | 43 | 46 | -3   |
| 4    | Heidelberg United          | 34  | 30 | 13 | 8  | 9  | 42 | 37 | +5   |
| 5    | Preston Lions SC           | 34  | 30 | 12 | 10 | 8  | 45 | 41 | +4   |
| 6    | South Melbourne FC         | 31  | 30 | 11 | 9  | 10 | 46 | 37 | +9   |
| 7    | APIA Leichhardt Tigers FCC | 31  | 30 | 12 | 7  | 11 | 49 | 54 | -5   |
| 8    | Sydney Olympic FC          | 30  | 30 | 12 | 6  | 12 | 52 | 42 | +10  |
| 9    | West Adelaide SC           | 28  | 30 | 10 | 8  | 12 | 44 | 40 | +4   |
| 10   | Marconi Fairfield          | 28  | 30 | 12 | 4  | 14 | 44 | 43 | +1   |
| 11   | Brisbane Lions SC          | 28  | 30 | 10 | 8  | 12 | 39 | 42 | -3   |
| 12   | Newcastle KB United        | 27  | 30 | 10 | 7  | 13 | 43 | 52 | -9   |
| 13   | Adelaide City FC           | 24  | 30 | 6  | 12 | 12 | 36 | 44 | -8   |
| 14   | Footscray JUST             | 24  | 30 | 5  | 14 | 11 | 34 | 46 | -12  |
| 15   | Canberra City FC           | 24  | 30 | 7  | 10 | 13 | 37 | 54 | -17  |
| 16   | Brisbane City FC           | 21  | 30 | 5  | 11 | 14 | 32 | 55 | -23  |

|  | Champion d'Australie 1982                                                                          |
|  | T: Tenant du titre C: Vainqueur de la Coupe d'Australie P: Club débutant en National Soccer League |

## Bilan de la saison
| Championnat d'Australie de football 1982                             |                                    |
| Champion                                                             | Sydney City Soccer Club (4e titre) |
| Coupes et trophées                                                   |                                    |
| Vainqueur de la Coupe d'Australie 1982                               | APIA Leichhardt Tigers FC          |
| Promotions et relégations                                            |                                    |
| Promus en Championnat d'Australie de football                        | Aucun                              |
| Relégués en Championnat d'Australie de football de deuxième division | Aucun                              |